# 熊猫金控
熊猫金控（上交所：600599），又称熊猫金控集团，原名熊猫烟花、浏阳花炮、浏阳花炮股份有限公司，是中华人民共和国的一家上市公司。

## 沿革

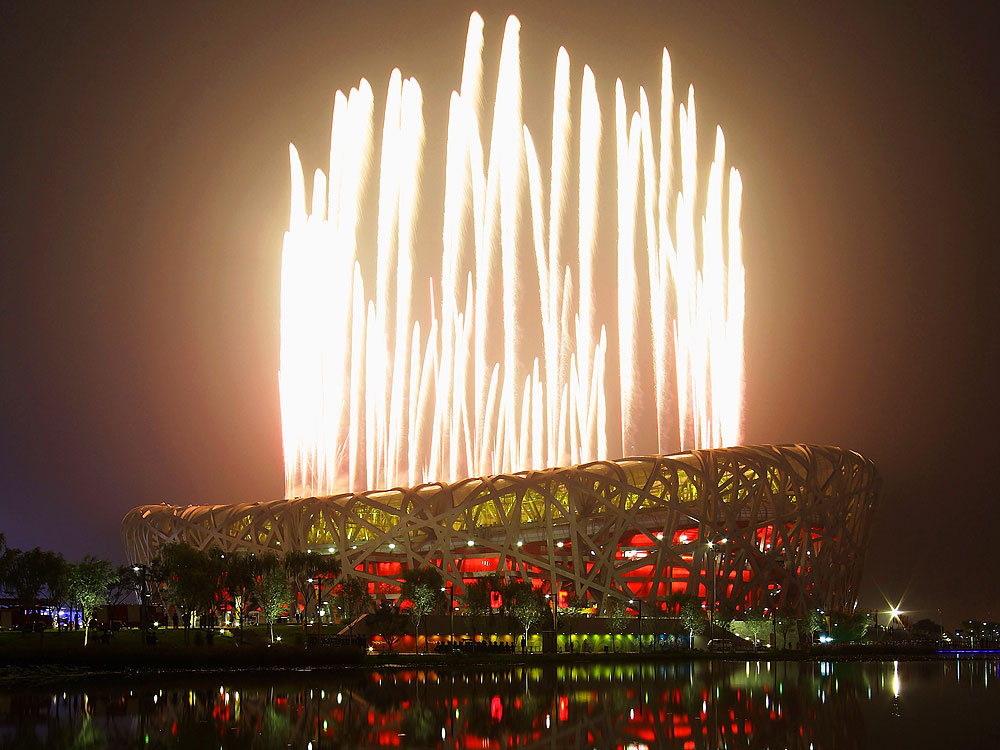
北京奥运会上使用的熊猫烟花产品

熊猫烟花前身系浏阳市对外经济贸易鞭炮烟花公司作为主发起人，将其与主营业务不相关的资产剥离后，以经营烟花、鞭炮产品相关业务的所有经营性净资产投入，联合湖南省安泰有限责任公司、凯达（湖南）房地产开发有限公司、魏祥鲁、熊孝勇共同发起设立的“湖南浏阳花炮股份有限公司”（简称”浏阳花炮“）。1999年12月12日，正式办理工商注册登记；2001年8月28日，公司于上交所上市交易。2006年，赵伟平以约1.53亿元收购浏阳花炮52.39%股权，成为控股股东。公司曾经负责完成2008年北京奥运会开闭幕式以及第13届残奥会开闭幕式北京国家体育场焰火燃放等活动。2008年，湖南浏阳花炮股份有限公司更名为“熊猫烟花集团股份有限公司”；2010年8月4日，熊猫烟花集团收购浏阳市东信烟花集团有限公司。熊猫烟花在浏阳、醴陵，万载、上粟等地建有大型烟花生产与科研基地，生产和经营的烟花鞭炮产品涵盖数千个品种。
2011年3月24日，公司控股股东银河湾国际投资有限公司及实际控制人赵伟平收到上海证券交易所的决定，对其违规进行短线交易进行公开谴责。同年7月25日，赵伟平辞去公司董事长职位。之后企业开始跨界投资，并在2014年设立银湖网从事网络借贷工作，并与股东企业旗下的融信通商务顾问有限公司合作。2015年4月，上市公司正式更名为熊猫金控。

## 争议
2018年8月，熊猫金控旗下P2P平台银湖网、熊猫金库出现标的逾期，赵伟平通过直播承认问题，并预估两年内完成兑付。2019年3月，因涉嫌泄露内幕信息，监管方面决定对赵伟平展开立案调查。2019年10月9日，公司发布公告，其子公司银湖网络科技有限公司已被北京市公安局东城分局经侦支队立案。
2022年10月17日，熊猫金控公告，称收到赵伟平家属告知，赵伟平已被北京市公安局相关部门采取留置措施，相关事项尚待公安机关进一步调查。赵伟平曾于2022年9月15日接到案件侦办单位的电话，告知其因涉嫌非法吸收公众存款罪，已经被采取刑事拘留措施。2023年1月31日晚，熊猫金控公告，称公司接到公司持股5%以上股东章奕颖通知，章奕颖于1月31日收到中国证监会《立案告知书》，因涉嫌操纵证券市场等，证监会决定对章奕颖立案调查。同日，公司发布公告称，公司拟与浏阳市乐瑞企业管理合伙企业（有限合伙）共同投资设立熊猫烟花（集团）有限公司。

## 相关
- 浏阳花炮
- 三水烟花仓库爆炸事件
- 2018年中国网络借贷平台集体倒闭事件